# Historiae (Tacito)
Le Historiae (Storie) di Tacito sono un'opera di storiografia scritta intorno al 105 d.C. e riguardante gli avvenimenti degli anni dal 69 al 96 d.C. (cioè a partire dall'impero di Galba fino alla morte di Domiziano).
Dell'opera ci sono pervenuti solo i primi cinque libri dei dodici o quattordici originari, che narravano anche tutto il periodo della dinastia Flavia. È probabile che il progetto iniziale di Tacito fosse quello di arrivare al principato di Traiano e forse anche a quello di Adriano. 
(Publio Cornelio Tacito, Historiae, I, 1)
Nei libri superstiti delle Historiae, Tacito racconta le guerre civili del 69 d.C., la morte degli imperatori militari Galba, Otone e Vitellio, l'assedio di Gerusalemme e la prima guerra giudaica.

## Contenuto
In uno dei primi capitoli dell'"Agricola" Tacito dice che vorrebbe trattare degli anni di Domiziano, di Nerva e di Traiano. Nelle Historiae il progetto è stato però modificato: nell'introduzione, Tacito afferma che narrerà del periodo di Nerva e Traiano in un secondo tempo durante la vecchiaia, ma non lo farà forse perché la libertà durante i loro principati non era in realtà concessa. Si occuperà invece del lasso di tempo tra le guerre civili dell'anno dei quattro imperatori e la fine del dispotismo dei Flavi. Solamente i primi quattro libri e i primi 26 capitoli del quinto libro sono giunti sino a noi, che coprono il 69 e i primi mesi del 70. Si crede che l'opera sarebbe arrivata ad occuparsi della morte di Domiziano il 18 settembre 96. Il quinto libro contiene — come preludio al resoconto dell'energica soppressione della grande rivolta degli ebrei da parte di Tito — un piccolo excursus etnografico sugli antichi ebrei ed è una preziosa testimonianza degli atteggiamenti dei Romani verso questo popolo.
Tacito scrisse le Historiae 30 anni dopo questi eventi, non molto dopo l'ascesa al potere di Traiano, che rassomiglia in qualche modo a ciò che accadde nel 69, quando quattro imperatori (Galba, Otone, Vitellio e Vespasiano) ascesero al potere in rapida successione. Le modalità delle loro ascese dimostrarono che il potere imperiale era basato sul sostegno delle legioni, e che un imperatore poteva essere scelto in ogni luogo dell'impero ove vi fosse una concentrazione di legioni a lui favorevoli, non solo a Roma.
Nerva, come Galba, ottenne il trono grazie alla designazione senatoriale, nel caso di Nerva dopo la morte violenta dell'imperatore precedente, Domiziano. Come Galba, Nerva dovette occuparsi subito di una rivolta dei Pretoriani e designò il suo successore tramite il metodo tradizionale dell'adozione. Galba, descritto da Tacito come un inetto, aveva scelto un successore – Lucio Calpurnio Pisone Liciniano – incapace, per la sua severità, di ottenere la fiducia ed il controllo sull'esercito e perciò non andrà al potere. Nerva, invece, aveva consolidato il suo potere associando al trono Traiano, che era generale delle legioni del Reno superiore ed era molto popolare presso l'esercito. È probabile che Tacito fosse stato membro del consiglio imperiale presso il quale Traiano venne scelto per l'adozione del migliore.

## Struttura dell'opera
Libro I

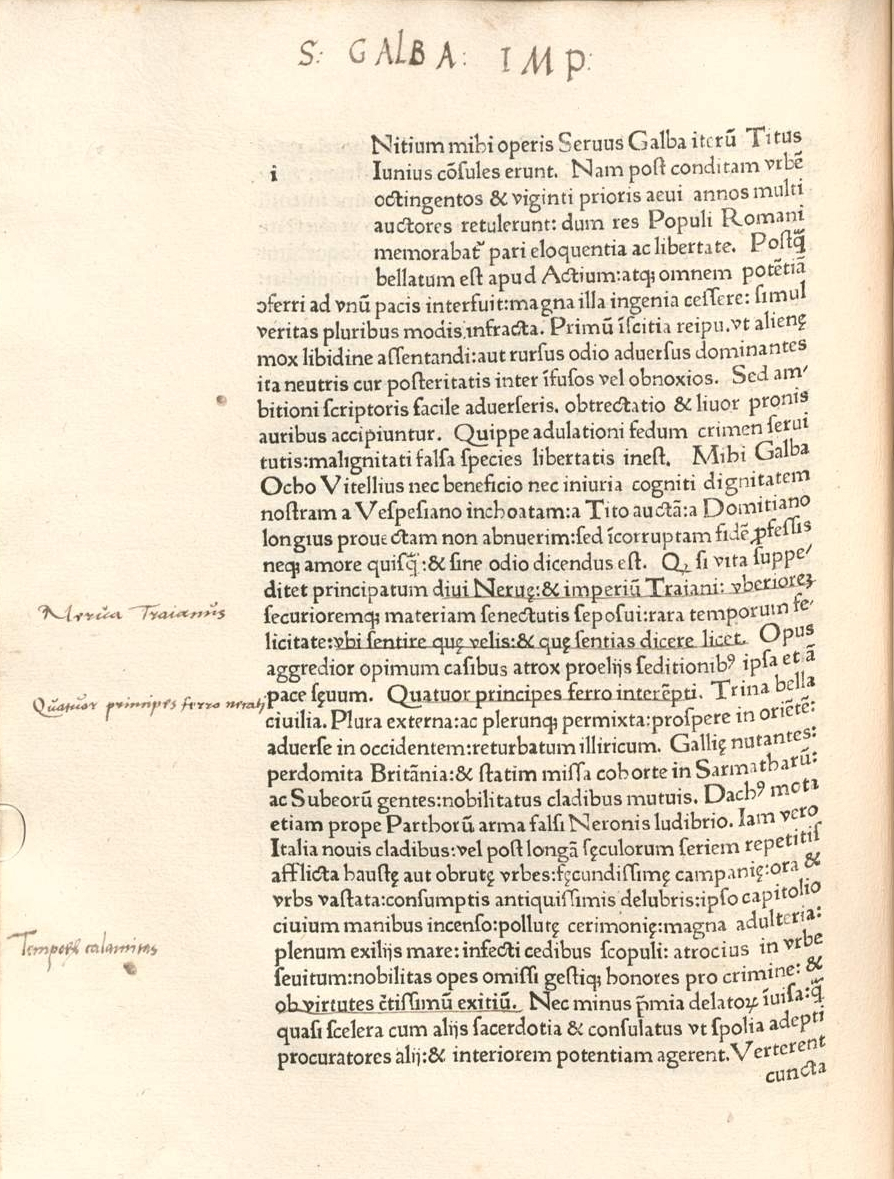
Incipit delle Historie nell'editio princeps

Introduzione e giudizio di Tacito sulla storia che ha riportato. Morte di Nerone, anarchia militare e breve governo degli imperatori Galba e Otone.
Libro II
Vespasiano e Muciano. Vitellio è acclamato imperatore, ma viene dopo poco tempo tradito da Cecina Alieno. Vespasiano è acclamato imperatore dall'esercito.
Libro III
Settembre e ottobre del 69. Ascesa di Vespasiano e morte di Vitellio.
Libro IV
Vespasiano e Muciano stabiliscono il loro potere. Muciano commissiona la morte del figlio di Vitellio. La figura di Domiziano.
Libro V
Assedio di Gerusalemme e disordini in Germania. Ritrae chiaramente quella che era ormai l'idea riguardante il popolo ebraico chiuso nella sua legge e nelle pratiche culturali del loro unico dio. Tale comportamento non poteva non suscitare la diffidenza e il risentimento dei romani. L'atteggiamento di Tacito verso i giudei è in linea con quello dei suoi contemporanei, ma dalle pagine dello storico non emergono solo pregiudizi genericamente diffusi tra gli altri romani. Nei 13 capitoli che egli riserva agli ebrei, esprime non solo disprezzo e avversione ma anche un vero e proprio odio per quel popolo, nel cui tradizionalismo egli scorgeva la negazione del prestigio di Roma. Detestava gli ebrei perché apparivano spregiatori della legge romana e timorosi soltanto delle loro leggi, e in particolare il rifiuto da parte del popolo ebraico di venerare come sacra la figura dell'imperatore spinge lo storico a formulare verso gli ebrei un giudizio estremamente negativo.
Tutto ciò era secondo Tacito la manifestazione di una presunzione insopportabile.

## Ideologia
All'interno delle Historiae è chiara l'ideologia di Tacito, nostalgico da un lato della libertas repubblicana e dall'altro favorevole all'operato di sovrani quali Nerva e Traiano che, a suo dire, sono riusciti a conciliare principato e libertà.
L'astio nei confronti degli altri imperatori Romani è visibile già dal primo libro, quando un discorso fatto pronunciare a Galba chiarisce la posizione ideologica e politica del grande storico latino. Il rigoroso rispetto che Galba aveva per la formalità e la sua mancanza di realismo politico lo avevano reso incapace di controllare gli eventi: al contrario, Nerva adottò Traiano, che fu capace di tenere unite le legioni, mantenere l'esercito fuori dalle attività politiche imperiali, e di porre fine al disordine tra le legioni, evitando di fatto l'ascesa di eventuali pretendenti al trono. Tacito era convinto che solamente il principatus potesse assicurarsi la fedeltà dell'esercito, garantire la coesione del vasto impero e la pace. 
(Tacito, "Historiae", I, 49)

Descrivendo l'ascesa al potere di Ottaviano, Tacito dice che, dopo la battaglia di Azio, era necessario l'accentramento del potere nelle mani di un solo principe per il mantenimento della pace. Il principe non avrebbe dovuto essere un tiranno, come Domiziano, né un folle, come Galba. Avrebbe dovuto essere capace di garantire sicurezza all'imperium, preservando al contempo il prestigio e la dignità del Senato (Seneca sostiene lo stesso punto). Tacito, senza farsi illusioni, considera il potere degli imperatori adottivi l'unica soluzione ai problemi dell'impero.

## Edizioni italiane
- Le Storie, tradotte e illustrate da Cesare Giarratano, Firenze, Vallecchi, 1929.
- Le Storie, 2 voll., traduzione di Giuseppe Lipparini, Collezione Romana,[3] Milano, Società anonima Notari, 1930, vol. I, vol. II. Testo latino a fronte.
- Le Storie e le opere minori, Versione di Camillo Giussani, Milano, A. Mondadori, 1944. - Collezione I Millenni, Torino, Einaudi, 1968.
- Opere, vol. II, a cura di Azelia Arici (contiene: Storie, Dialogo degli oratori, Germania, Agricola, Collana Classici Latini, Torino, UTET, 1959; 2ª ed. 1970, 2004.
- Le Storie, 2 voll., Introduzione, trad. e note a cura di Francesco Mascialino, Collana Prosatori di Roma, Bologna, Zanichelli, 1966.
- Storie, traduzione di Felice Dessì, BUR nn.2451-2454, Milano, Rizzoli, 1968. - Introduzione e commento di Luciano Lenaz, BUR, 1981.
- in  Tutte le opere, Introduzione, trad. e note di Enzio Cetrangolo, Firenze, Sansoni, 1979, 1993.
- Storie, traduzione di Enrico Oddone, Introduzione di Matilde Caltabiano e Adalberto Bevivino, Note e bibliografia di A. Bevivino, carte geografiche di R. Orsolano, Collezione Classici di Storia. Sezione greco-romana n.27, Milano, Rusconi, 1981. - Milano, Istituto Bancario Italiano, 1985.
- Le Storie, traduzione di Giuseppe Lipparini, 2 voll., Collana Somnium Scipionis, I Dioscuri, 1990.
- Storie, Introduzione, trad. e note di Mario Stefanoni, saggio critico di Mario Pani, Collana I grandi libri, Milano, Garzanti, marzo 1991, ISBN 978-88-115-8432-2.
- Storie, traduzione di Gian Domenico Mazzocato, Introduzione di Lidia Storoni Mazzolani, Collana Grandi Tascabili Economici, Roma, Newton Compton, 1995.
- Opera omnia, vol. I, Edizione con testo a fronte a cura di Renato Oniga, Biblioteca della Pléiade n.42, Torino, Einaudi, 2003.
- Le Storie, a cura di Francesca Nenci, Collana Oscar Classici greci e latini n.171, Milano, Mondadori, 2014; Milano, Centuria, 2015.